# 최고 지도자
최고 지도자 또는 최고 통치자는 일반적으로 국가, 조직 또는 기타 그룹의 리더 중 가장 많은 권한을 부여 받았거나 완전한 권한을 행사할 수 있는 사람을 가리킨다. 종교에서, 이 역할은 보통 지구상의 신이나 신의 대표 혹은 표현으로 여겨지는 사람에 의해 충족된다.
- 아돌프 히틀러
- 베니토 무솔리니
- 이오시프 스탈린
- 알리 하메네이
- 피델 카스트로
- 김일성
- 김정일
- 김정은
- 시진핑
- 마오쩌둥

## 같이 보기
- 전제군주제
- 전제 정치
- 중앙집권
- 독재